# Linguamyrmex vladi
Linguamyrmex vladi Barden, Herhold & Grimaldi, 2017è una formica estinta della sottofamiglia Sphecomyrminae. È l'unica specie nota del genere Linguamyrmex.